# Drempelmalerei
Drempelmalerei bezeichnet einen Fries, der an die Außenseite des Kniestocks (Drempel) unter dem Traufgesims eines Gebäudes gemalt ist.

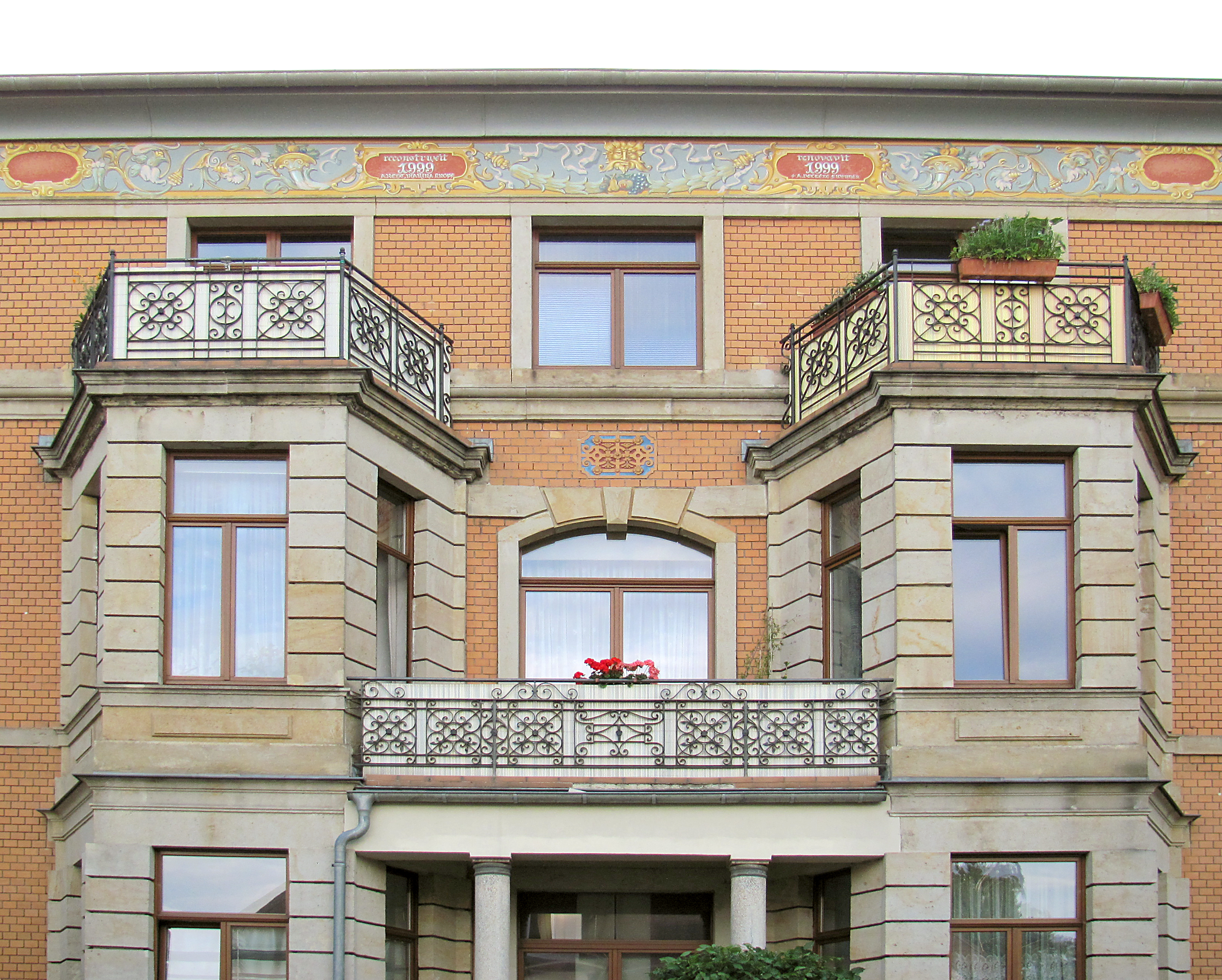
Drempelmalerei an einer Villa

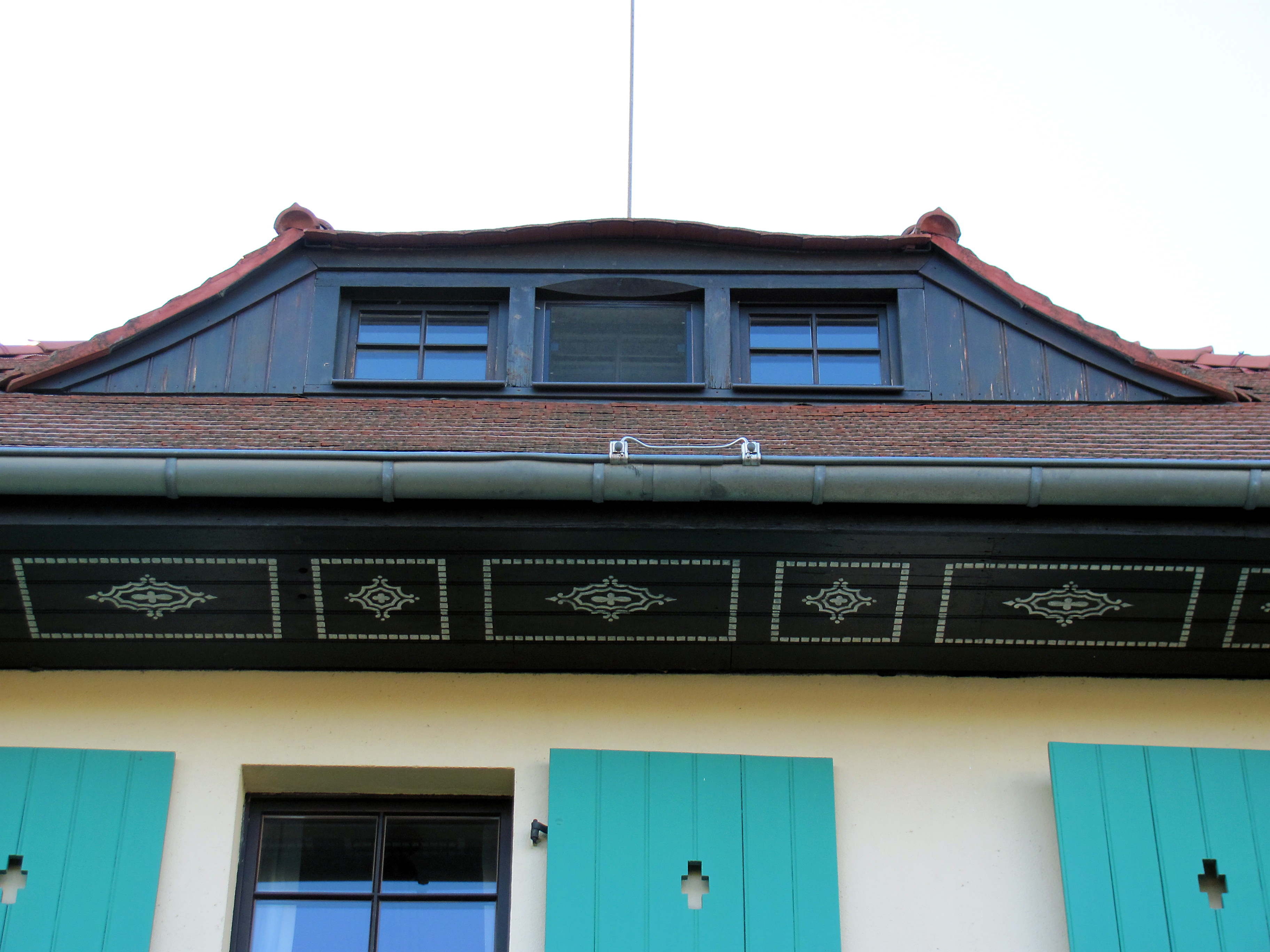
Untertraufmalerei an einem Landhaus

Sie wurde am oberen Ende der senkrechten Fassade angebracht und ist nicht mit der Untertraufmalerei zu verwechseln, die vertikal den Dachvorsprung ziert. Die Drempelmalerei ist älter als die Untertaufmalerei, die vorwiegend auf Gebäuden aus der Bauzeit von ungefähr 1906 bis 1914 angewandt wurde. Daher sind beide selten an ein und demselben Haus zu finden.
Die Drempelmalerei wurde von Hand oder als Schablonenmalerei aufgetragen und vermittelt künstlerischen und malerischen Ausdruck.